# Vetenskapsåret 1741

## Händelser
- Stellers sjöko upptäcks (blir utrotad 1768).

## Pristagare
- Copleymedaljen: John Theophilus Desaguliers

## Födda
- 20 januari - Carl von Linné den yngre (död 1783), svensk naturforskare.
- 17 mars - William Withering (död 1799), brittisk botaniker, kemist och läkare, upptäckaren av digitalis.
- 17 maj - Barthélemy Faujas de Saint-Fond (död 1819), fransk geolog.
- 26 augusti - Birger Martin Hall (död 1815), svensk botaniker, en av Linnés lärjungar, och medicine doctor.
- 22 september - Peter Simon Pallas (död 1811), tysk zoolog.
- Karl Friedrich Hindenburg (död 1808), tysk matematiker.

## Avlidna
- 19 december - Vitus Bering (född 1681), dansk-rysk upptäcktsresande.